# Full Moon Features
Full Moon Features — американская компания по производству и распространению кинофильмов, возглавляемая ветераном кино категории B Чарльзом Бэндом. Компания известна direct-to-video сериалами «Повелитель кукол» (Puppet Master), «Трансеры» (Trancers) и «Подвиды» (Subspecies), а также фильмом «Урод в замке» (Castle Freak) и короткометражными фильмами «Видеозона» (VideoZone), выпускавшимися с 1989 по 2013 год. 

## История

### Эпоха Full Moon Productions (1988–1995)

Логотип Full Moon Entertainment (1989–1995)

После краха предыдущей киностудии Бэнда Empire Pictures он вернулся в Соединенные Штаты из Рима и открыл Full Moon Productions. Целью Full Moon было создание малобюджетных фильмов ужасов, научной фантастики и фэнтези, сохранявших при этом признаки «высокобюджетных» картин. В Соединенных Штатах, Канаде и на некоторых зарубежных территориях с самого начала своего существования компания Full Moon объединилась с Paramount Pictures и Pioneer Home Entertainment для создания фильмов-на-видео по стандарту VHS и LaserDisc, а первым релизом стал  в 1989 году художественный фильм режиссера Дэвида Шмеллера «Повелитель кукол». В дальнейшем Бэнд планировал создать компанию под эгидой Bandcompany, Inc.
«Повелитель кукол» стал для Full Moon огромным хитом. Вслед за фильмом на видеокассетах и лазерных дисках появилась короткометражка под названием «No Strings Attached», в которой задокументировано создание «Повелителя кукол». Затем были представлены интервью с актерами и членами съемочной группы, в том числе с актером Полом Ле Матом и самим Чарльзом Бэндом. Следующие три релиза — «Теневая зона» (Shadowzone), «Меридиан» (Meridian: Kiss of the Beast) и «Бей и жги» (Crash and Burn) (последний появился после переименования компании в Full Moon Entertainment) — включали в себя создание презентации после фильма. Однако Paramount сочла презентации излишними и заставила Бэнда заплатить за дополнительные ленты. В это же время Бэнд переиздал через Paramount «Путешествие в ад» (Tourist Trap) и «Паразит» (Parasite).
Спустя много лет после выхода «Повелителя кукол» между создателями фильма возникли разногласия. В интервью веб-сайту The Terror Trap директор фильма Дэвид Шмеллер заявил, что Чарльз Бэнд не заплатил оговоренную сумму ему и режиссерам. Шмеллер также утверждал, что Бэнд был против его присутствия на DVD-выпуске «Повелителя кукол», потому что «это показало бы, что кто-то еще участвовал в создании крупнейшей и самой успешной франшизы Full Moon».
Вместе с пятым фильмом Full Moon Puppet Master II в 1991 году Full Moon представила VideoZone, видеожурнал о закулисной жизни компании. Обычно VideoZone включал в себя вступление Чарльза Бэнда, создание «фильма, который вы только что посмотрели», интервью с кем-то, кто будет участвовать в будущем фильме Full Moon, товары (такие как футболки «Full Moon», постеры и другие товары), трейлеры и контактную информацию. VideoZone связала воедино «ощущение комикса», на котором Бэнд настаивал, с продуктами Full Moon. В 1992 году Full Moon решила расширить производство фильмов, ориентированный на прокат в залах, заключив с Paramount Pictures соглашение о распространении  двух фильмов, но проект так и не был реализован.

Логотип Moonbeam Entertainment

Full Moon продолжала выпускать свои релизы в начале 90-х (иногда до двенадцати релизов в год) и в 1993 году основала еще два лейбла: Torchlight Entertainment, специализирующийся на эротических порнографических научно-фантастических комедиях, и Moonbeam Entertainment, специализирующийся на семейных научно-фантастических и фэнтэзи-фильмах. Первым релизом Torchlight стал Beach Babes From Beyond; у Moonbeam — Prehysteria!, который стал чрезвычайно успешным для дистрибьютора Paramount и был одним из первых фильмов Full Moon, которые продавались как недорогой сквозной продукт (поскольку большинство полнометражных фильмов Full Moon продавались на VHS в качестве предметов проката по цене выше 100 долларов за каждую кассету). Кроме того, Full Moon создала Moonstone Records, а также фильмы и торговые карты на основе собственных продуктов компании.

### Эпоха Full Moon Studios (1995–2002)
В 1995 году из-за того, что рынок direct-to-video потерял популярность и финансовую основу по сравнению с рынком аренды, а также из-за внутренних проблем, Full Moon Entertainment отделилась от дистрибьютора Paramount. Фильм «Урод в замке» на Хэллоуин 1995 года был выпущен на видео без рейтинга.  В конечном итоге этот фильм появился в ноябре 1995 года как в версии с рейтингом R, так и в версии без рейтинга.
После выпуска Castle Freak и Oblivion 2: Backlash группа сменила название Full Moon Entertainment на Full Moon Studios для полнометражного Vampire Journals и использовала название Full Moon Pictures для следующего фильма Hideous!. Бэнд продолжал распространять все фильмы самостоятельно под тогдашним названием Amazing Fantasy Entertainment примерно до 1999 года, когда некоторые из фильмов были распространены компанией Kushner-Locke. В 1997 году Бобби Янг, который присоединился к Full Moon двумя годами ранее, ушел, чтобы основать Dominion Entertainment.
С выпуском фильма «Крикун» (Shrieker) в 1998 году группа заручилась поддержкой режиссера из Огайо и основателя Tempe Entertainment Дж. Р. Букуолтера, который недавно переехал в Калифорнию. Band поручил Bookwalter начать несколько проектов, включая Curse of the Puppet Master.  Этот фильм, созданный из-за спроса со стороны продавцов видео на новую часть франшизы «Повелитель кукол», не пользовался большой популярностью у поклонников жанра. Чтобы сэкономить средства (поскольку большинство полнометражных фильмов Full Moon  создавались гораздо дешевле, чем фильмы, распространяемые Paramount), фильм был собран с использованием кадров из первых пяти фильмов франшизы, а также некоторых новых кадров. Тем не менее, работа Буквалтера привлекла внимание к Full Moon со стороны Apple.com, где была опубликовано видео о съёмках Буквалтером «Проклятия Повелителя кукол» на его iBook в номере отеля в Огайо.
В течение следующих нескольких лет Full Moon продолжала выпускать релизы и даже представила новые лейблы:
- Alchemy Entertainment / Big City Pictures — специализируется на городских фильмах ужасов и научно-фантастических фильмах.
- Surrender Cinema — пришедшая на смену Torchlight Entertainment, специализирующаяся на той же мягкой научной фантастике, что и Torchlight.
- Cult Video (Культовое видео) — в основном используется для переиздания старых фильмов группы.
- Pulp Fantasy Productions – новые фильмы, не вписывающиеся в обычную форму Full Moon.
- Pulsepounders — заменяет Moonbeam Entertainment, специализирующуюся на научно-фантастических и фэнтезийных фильмах для всей семьи.

В конечном итоге Букуолтер получил шанс снять  продолжение «Ведьминого дома» (Witchhouse) — «Ведьмин дом 2: Кровавый шабаш» (Witchouse 2: Blood Coven). Это был первый фильм Букуолтера на 35 мм, и он открыл дверь для своей компании Tempe Entertainment.
Начиная с Horror Vision, Tempe Entertainment была нанята для производства нескольких фильмов Full Moon. Все эти фильмы были сняты на «DV, впервые для Full Moon, и в основном стоили менее чем 60 000 долларов (Ведьмин дом 3: Демонический огонь» стоил 26 000 долларов). Фильмы были сняты в очень сжатые сроки, некоторые из них  всего за девять дней. Хотя производственные недостатки были значительными, это дало Буквальтеру и Темпе новые возможности для съёмок фильмов с ограниченным бюджетом. 16 января 2001 года Full Moon решила запустить телешоу с Уильямом Шатнером в качестве ведущего, в котором были представлены различные фильмы Full Moon.
В 2000-х годах индустрия в очередной раз изменилась, и выпустив в 2002 году Jigsaw, группа решила закрыть лейбл Fool Moon. В 2001 году Fool Moon решила отказаться от проката в кинотеатрах и снова сосредоточиться на фильмах, предназначенных для видео.
В эпоху Fool Moon Бэнд организовал еженедельную телепрограмму на канале Syfy Universal под названием «Ночь страха полнолуния» Уильяма Шатнера (William Shatner's Full Moon Fright Night) c актёром-ветераном Уильямом Шатнером в качестве ведущего, где были представлены интервью со многими известными личностями научной фантастики, включая Стэна Ли и Джеффри Комбса. Темпе также был представлен, поскольку HorrorVision вошёл в эту недолговечную серию.
С выпуском в 2000 году фильма «Мертвые ненавидят живых!», группа отказалась от названия VideoZone и далее выпускала закулисные короткометражки без названия.

### Эпоха Shadow Films (2002–2004 гг.)

Логотип Shadow Films

Blockbuster Entertainment, давний спонсор бренда Full Moon, попросил компанию снять слэшер, поскольку этот жанр стал возрождаться в конце 90-х с появлением фильмов «Крик» (Scream) и «Я знаю, что вы сделали прошлым летом» (I Know What You Did Last Summer). С помощью незарегистрированного Tempe Entertainment Бэнд выпустил Bleed и приобрели Scared Кита Уолли, переименовав его в Cut Throat .
Группа выпустила еще два фильма «официально» под названием Shadow: (Birthrite, Delta Delta Die! ). Был приобретен еще один фильм Кита Уолли «Speck». Научно-фантастический фильм Уильяма Шатнера на DV «Озеро Жениха» (Groom Lake), снятый Дж. Р. Буквалтером, стал известен как один из самых дорогих фильмов современной эпохи Full Moon.

Видео Логотип Мастера

Примерно в это же время группа решила вернуть старый лейбл Wizard Video, использовавшийся в эпоху Empire, который распространял культовые фильмы. В этом современном исполнении были выпущены игры авторства Темпе Skinned Alive и Ozone (переименованные в Street Zombies для выпуска Wizard). Однако из-за низких продаж другой фильм Темпе «Кровопускание» (Bloodletting) (переименованый в «Я убивал раньше», I've killed Before) был исключен из графика выпуска.
В 2003 году Чарльз Бэнд заключил сделку с 20th Century Fox на создание малобюджетного фильма ужасов. Fox распространял фильм, а Band сохранял за собой авторские права. Фильм был снят Дж. Р. Букволтером и получил название «Смертельные жала» (Deadly Stinger). В традициях фильмов о гигантских жуках-убийцах «Смертельные жала» рассказывали о гигантских скорпионах, захвативших город. Однако после того, как фильм был закончен, он был отложен из-за спада в индустрии и низких продаж другого аналогичного проекта Fox под названием Dark Wolf  Фильм был показан на фестивале ужасов Frightvision в 2003 году, но, хотя он появился на Full Moon Streaming в декабре 2013 года под названием Mega Scorpions, он еще не вышел на DVD или Blu-ray.  Тизер-трейлер к фильму существует на веб-сайте JR Bookwalter Tempe Entertainment .

### Вторая эра Full Moon Pictures (2004 – настоящее время)
В конце 2003 года Бэнд начал работу над своими первыми после многолетнего перерыва 35-мм фильм «Дом боли доктора Моро» (Dr. Moreau's House of Pain). Фильм, выпущенный в январе 2004 года, также ознаменовал официальное возвращение названия Full Moon Pictures. Тем не менее, все видео-релизы фильма содержат название Shadow Entertainment, а трейлер фильма содержит логотип Full Moon Pictures.
Незадолго до выхода «Дома боли доктора Моро» компания Full Moon выпустила фильм «Повелитель кукол: Наследие», который содержал лучшие сцены из всех семи (на тот момент) фильмов «Повелитель кукол» с примерно 20-минутным завершением и очень плохими кукольными эффектами (лески можно увидеть почти в каждой сцене с участием марионеток). Опять же, во всех видеорелизах говорилось о Shadow Entertainment, но в трейлере был логотип Full Moon Pictures.
Вслед за Puppet Master: The Legacy группа быстро объединила Tomb of Terror, Horrific и Urban Evil. Эти три фильма, смонтированные режиссером HorrVision Дэнни Дрэйвеном, представляли собой клип-шоу, демонстрирующие лучшее из библиотеки Full Moon.
После выхода этих фильмов Band переименовал название Full Moon в Full Moon Features. Full Moon Features намеревается уделить больше времени созданию фильмов со значительно более высоким бюджетом и на 35-мм пленке, и по состоянию на июль 2006 г. сосредоточилась на этом, за исключением клип-шоу «Когда марионетки и куклы атакуют!», ««Монстры сошли с ума!, и Чужие сошли с ума!».
В 2005 году Чарльз Бэнд приступил к роуд-шоу Full Moon Horror Roadshow, передвижному живому шоу, вдохновленному Full Moon, с участием Бэнда и актеров/актрис из прошлых фильмов Full Moon. В некоторых шоу также участвовал его сын Алекс Бэнд. На всех шоу Бэнд предлагал конкурс для одного из зрителей, чтобы он мог принять участие в будущем полнометражном фильме Full Moon. По состоянию на 2009 год ни один из этих победителей не получил своих ролей. Однако 27 августа 2009 года Бэнд написал в блоге, что у тех, кто будет выбран, будет возможность принять участие в его следующем проекте. Группа продолжила роуд-шоу в 2006 году, на этот раз на небольших площадках. На этих мероприятиях проводился аналогичный конкурс на роль в кино. В 2011 году с победителями конкурса связались, чтобы получить шанс сыграть в массовке в фильме Gingerdead Man 3: Saturday Night Cleaver. Победители, которые смогли попасть на съемочную площадку, были показаны в фильме в качестве массовки во время сцены массового поражения электрическим током на роликовом катке. Full Moon выложила фотографии победителей конкурса на своей официальной странице в Facebook.
В 2009 году Бэнд надеялся расширить Full Moon до графика выпуска аналогичного середине 1990-х, с новым фильмом каждый месяц. Кроме того, компания планирует добавить сиквелы ко многим франшизам, включая «Повелитель кукол», «Демонические игрушки» и «Глава семьи».
В 2012 году возобновился выпуск Videozone, вернувшись на DVD с выпуском Puppet Master X: Axis Rising. Кроме того, был возрожден бренд-лейбл Moonbeam Entertainment под названием Moonbeam Films .
Почти тридцатилетняя история студии описана в книге It Came From the Video Aisle, написанной Дэйвом Джеем, Уильямом С. Уилсоном и Торстеном Деви и опубликованной Schiffer Publishing в октябре 2017 года.

## Известные релизы
- Повелитель кукол (Puppet Master)  — первая франшиза Full Moon, вдохновленная более ранним фильмом Empire, Dolls и успехом United Artists с Child's Play годом ранее. Появилось семь сиквелов: «Повелитель кукол II», «Повелитель кукол III: Месть Тулона», «Повелитель кукол 4» и «Повелитель кукол 5: Последняя Глава» в эпоху Full Moon Entertainment; «Проклятие Повелителя кукол» и «Повелитель кукол 7: Ретро» в эпоху Full Moon Pictures и «Повелитель кукол: Наследие» эпохи Full Moon. Сделанный для телевидения фильм-кроссовер под названием «Повелитель кукол против Демонических игрушек» появился на канале Sci Fi в 2004 году под управлением Shadow Entertainment. В 2010-х годах была выпущена трилогия отдельных приквелов: Axis of Evil (2010), Axis Rising (2012) и Axis Termination (2017). Перезагрузка The Littlest Reich была выпущена в 2018 году, а спин-офф Blade: The Iron Cross, посвященный  Блэйду, вышел в 2020 году. Второй спин-офф, «Доктор Смерть» (Doktor Death), об одноименном персонаже из «Ретро», вышел в 2022 году.
- Подвиды (Subspecies) — взгляд Full Moon на вампиров. В настоящее время он состоит из Subspecies, Bloodstone: Subspecies II, Bloodlust: Subspecies III и Subspecies 4: Bloodstorm (выпущенных в эпоху Full Moon Pictures). Поклонники сериала также включают сюда спин-офф Vampire Journals, несмотря на его неканоничность. Пятая часть и приквел, Blood Rise: Subspecies V была выпущена в 2023 году.
- Трансеры (Trancers) — пережиток тех времен, когда Band работал в Empire. Под лейблом Full Moon, он спродюсировал серии II, III, 4 и 5. Шестая часть была создана компанией Young Wolf Productions, принадлежащей Johnnie J. Young и Jay Woelfel  и распространялась под лейблом Full Moon Pictures.
- Киллджой (Killjoy) — основное внимание уделяется  Киллджою, демоническому клоуну, которого во всех трёх фильмах вызывают, чтобы помочь отомстить, но он оказывается слишком подавляющим для каждого персонажа, который пользуется его услугами. Два продолжения, названные Goes to Hell (2012) и Psycho Circus (2016), развивают сериал в совершенно новом направлении.
- Демонические игрушки (Demonic Toys) — копия Puppet Master, кросс-сиквел под названием Dollman vs. Demonic Toys с персонажами из Demonic Toys, Dollman и Bad Channels. На смену им пришли Demonic Toys: Personal Demons (2010) и Demonic Toys 3: Baby Oopsie (2021), последняя из которых будет сосредоточена вокруг куклы Baby Oopsie из франшизы.
- Доктор Мордрид (Doctor Mordrid) — первоначально задумывался как адаптация «Доктора Стрэнджа» от Marvel Comics (но подвергся адаптации после истечения срока действия прав); один из самых ярких фильмов Full Moon.
- Мир драконов (Dragonworld) — выпущен Moonbeam Entertainment под руководством Теда Николау (Subspecies). Маленький ребенок по имени Джон Макгоуэн переехал в Шотландию после того, как потерял своих родителей в дорожно-транспортном происшествии. Он дружит с драконом, которого называет «Воулер». Продолжение The Legend Continues было выпущено Kushner-Locke в США под названием Shadow of the Knight.
- Яма и маятник (The Pit and the Pendulum) — фильм режиссера Стюарта Гордона («Реаниматор»), пересказ классической истории Эдгара Аллана По.
- Преистерия! (Prehysteria) — Трилогия детских научно-фантастических комедий о мини-динозаврах, которые оживают. Произведено Moonbeam Entertainment.
- Мертвые ненавидят живых! (The Dead Hate the Living!) — первый фильм о зомби от Full Moon, получивший широкое освещение в различных журналах ужасов.
- Озеро Жениха (Groom Lake) — шоу Уильяма Шатнера об умирающей женщине, которую посещают инопланетяне; примечателен только благодаря названию и историям, стоящим за ним, поскольку фильм получил в основном негативные отзывы.
- Спёкшийся (The Gingerdead man) — одна из последних франшиз от Full Moon, в первой части которой Гэри Бьюзи играет преступника, отправленного на электрический стул, который возвращается к жизни в образе Пряничного человечка и собирается убить женщину, которая послала его в тюрьму. За ним последовали Спёкшийся 2 и Saturday Night Cleaver, выпущенные в 2011 году. Кроссовер Gingerdead Man vs. Evil Bond выпущен в 2013 году.
- Злой Бонг (Evil Bong) — новейшая франшиза от Full Moon. Cерия комедийных фильмов ужасов, посвященная группе наркоманов, сражающихся со злым Бонгом по имени Иби. За ним последовал одноименный первый фильм Evil Bong в 2006 году и два продолжения Evil Bong 2: King Bong (2009) и Evil Bong 3D: The Wrath of Bong (2011). В 2013 году вышел кроссовер с Gingerdead Man под названием Gingerdead Man vs. Evil Bond. Как и в случае с Gingerdead Man, за ним последовали еще четыре продолжения: Evil Bong 420 в 2015 году, Evil Bong High-5! в 2016 году, Evil Bong 666 в 2017 году и Evil Bong 777 в 2018 году, включая спин-офф 2021 года под названием The Gingerweed Man. Десятый и последний фильм Evil Bong 888: Infinity High вышел в 2022 году.